# SH3GL2
SH3GL2 (англ. SH3 domain containing GRB2 like 2, endophilin A1) – білок, який кодується однойменним геном, розташованим у людей на короткому плечі 9-ї хромосоми. Довжина поліпептидного ланцюга білка становить 352 амінокислот, а молекулярна маса — 39 962.
| 10         |  | 20         |  | 30         |  | 40         |  | 50         |
| ---------- |  | ---------- |  | ---------- |  | ---------- |  | ---------- |
| MSVAGLKKQF |  | HKATQKVSEK |  | VGGAEGTKLD |  | DDFKEMERKV |  | DVTSRAVMEI |
| MTKTIEYLQP |  | NPASRAKLSM |  | INTMSKIRGQ |  | EKGPGYPQAE |  | ALLAEAMLKF |
| GRELGDDCNF |  | GPALGEVGEA |  | MRELSEVKDS |  | LDIEVKQNFI |  | DPLQNLHDKD |
| LREIQHHLKK |  | LEGRRLDFDY |  | KKKRQGKIPD |  | EELRQALEKF |  | DESKEIAESS |
| MFNLLEMDIE |  | QVSQLSALVQ |  | AQLEYHKQAV |  | QILQQVTVRL |  | EERIRQASSQ |
| PRREYQPKPR |  | MSLEFPTGDS |  | TQPNGGLSHT |  | GTPKPSGVQM |  | DQPCCRALYD |
| FEPENEGELG |  | FKEGDIITLT |  | NQIDENWYEG |  | MLHGHSGFFP |  | INYVEILVAL |
| PH         |  |            |  |            |  |            |  |            |

A: Аланін

C: Цистеїн

D: Аспарагінова кислота

E: Глутамінова кислота

F: Фенілаланін

G: Гліцин

H: Гістидин

I: Ізолейцин

K: Лізин

L: Лейцин

M: Метіонін

N: Аспарагін

P: Пролін

Q: Глутамін

R: Аргінін

S: Серин

T: Треонін

V: Валін

W: Триптофан

Кодований геном білок за функцією належить до фосфопротеїнів. 
Задіяний у такому біологічному процесі, як ендоцитоз. 
Білок має сайт для зв'язування з ліпідами. 
Локалізований у цитоплазмі, мембрані, ендосомах.